# Marotolana (Diana)
Marovato is een plaats in Madagaskar gelegen in de regio Diana. In 2001 telde de plaats bij de volkstelling 10.538 inwoners.
In de plaats is basisonderwijs beschikbaar. 99 % van de bevolking is landbouwer. Er wordt met name rijst en koffie verbouwd, maar cacao en peper komt ook voor. 1% van de bevolking is werkzaam in de dienstensector.